# Gelumbang (Kikim Timur)
Gelumbang is een bestuurslaag in het regentschap Lahat van de provincie Zuid-Sumatra, Indonesië. Gelumbang telt 544 inwoners (volkstelling 2010).